# Scelolyperus clarki
Scelolyperus clarki is een keversoort uit de familie bladkevers (Chrysomelidae). De wetenschappelijke naam van de soort werd in 1999 gepubliceerd door Gilbert & Andrews.